# 雙葉町 (板橋區)
雙葉町（日语：／ Futabachō */?）是東京都板橋區的町名，為未設丁目的單獨町名。 
板橋區全域已實施住居表示。

## 地理
位於板橋區東南部。南界為石神井川。北鄰富士見町，東接大和町，南與中板橋以石神井川為界，西通常盤台。東京都道318號環狀七號線（環七通）通過町域北部。全域多為住宅地。

### 地形
位於武藏野台地成增台高地。地勢由北往南向石神井川傾斜。

### 河川
- 石神井川（日语：石神井川）

## 历史
廢藩置縣前屬武藏國豐島郡下板橋宿與上板橋村。

### 沿革
- 1400年左右（應永年間）：根村冰川神社創建。
- 1695年（元祿8年）：建設中用水。在此地設置抽取石神井川的堰場。
- 1871年（明治4年）：編入東京府。實施大區小區制（日语：大区小区制）。
- 1878年（明治11年）：依據郡區町村編制法（日语：郡区町村編制法）設置北豐島郡，屬東京府北豐島郡下板橋宿、上板橋村。
- 1889年（明治22年）4月1日：市制町村制施行，為東京府北豐島郡板橋町大字下板橋。
- 1930年（昭和5年）：板橋第三尋常小學校校內設立板橋尋常夜學校（日语：板橋尋常夜学校）。
- 1932年（昭和7年）10月1日：東京府內市郡合併，成立板橋區，為東京府東京市板橋區（舊）板橋町八丁目、十丁目與（舊）上板橋町二丁目。（1943年8月1日東京都制施行）
- 1940年（昭和15年）：板橋第八高等尋常小學校（現板橋區立板橋第八小學校）開校。
- 1945年（昭和20年）：板橋尋常夜學校廢校。
- 1956年（昭和31年）4月1日：地番整理，（舊）板橋町八丁目、十丁目部分區域與（舊）上板橋町二丁目部分區域合併成立雙葉町。
- 1964年（昭和39年）：東京都道318號環狀七號線（環七通）開通。

## 交通

### 鐵道
町內未設車站，可利用以下路線。
- 東京都交通局
  - 都營地下鐵三田線：板橋本町站（大和町與本町）
- 東武鐵道
  - 東武東上線：中板橋站（彌生町與中板橋）

### 巴士
- 國際興業巴士（日语：国際興業バス）、關東巴士（共同運行）
  - 富士見町都營住宅、中板橋站入口
    - 赤31：往赤羽站東口、往高圓寺站北口
- 都營巴士
  - 富士見町都營住宅、中板橋站入口
    - 王78：往王子站、行經高圓寺陸橋往新宿站西口

### 道路
- 東京都道318號環狀七號線（環七通）

### 橋梁
- 中根橋

## 設施
- 板橋區立板橋第八小學校（日语：板橋区立板橋第八小学校）
- 撫子（なでしこ）幼稚園
- 即得寺
- 根村冰川神社

## 備註
1. ↑  住民基本台帳による町丁目別世帯数及び人口表-東京都板橋区
2. ↑  板橋区教育委員会『いたばしの地名』，1995年3月，P127。